# Mylabris mirzayani
Mylabris mirzayani es una especie de coleóptero de la familia Meloidae.

## Distribución geográfica
Habita en Irán.